# يتسحاق أهارونوفيتش
يتسحاق أهارونوفيتش Yitzhak Aharonovich (بالعبرية: יצחק אהרונוביץ'‏) (من مواليد 22 أغسطس 1950) هو رجل أعمال إسرائيلي وسياسي سابق.
كان عضوا في الكنيست عن حزب إسرائيل بيتنا بين عامي 2006 و2015. كما شغل منصبي وزير السياحة ووزير الأمن العام. ويشغل حاليًا منصب رئيس شركة ميكوروت.

## حياته
ولد يتسحاق أهارونوفيتش في القدس لأبوين ناجين من الهولوكوست من كاوناس. نشأ وترعرع في موشاف ديشون ودرس في مدرسة دينية في صفد . في عام 1968 بدأ خدمته العسكرية الإلزامية في الجيش الإسرائيلي، وعمل كنائب قائد سرية ومدربًا في قاعدة تدريب.
درس لاحقًا التاريخ في جامعة حيفا وتخرج بدرجة البكالوريوس. وانضم في عام 1972 إلى شرطة الحدود الإسرائيلية، وخلال حرب يوم الغفران عام 1973، كان متمركزًا على الحدود مع لبنان.

## حياته العسكرية والشرطية
في الثمانينات كان يرأس القيادة الشمالية لشرطة حرس الحدود الإسرائيلية، وقاد عمليات الإنقاذ خلال تفجيرات القيادة العامة في صور. واستمر في التدرج في الرتب، وفي عام 1993 تمت ترقيته إلى رتبة لواء وعُين قائدا لشرطة الحدود. وعمل فيما بعد ممثلاً للشرطة الإسرائيلية في الأمريكتين لمدة عامين. وفي عام 1998 عين رئيساً لشرطة الضفة الغربية، ثم أصبح رئيساً لشرطة المنطقة الجنوبية في عام 2001. ومن 2002 إلى 2004 عمل نائبا لمفوض الشرطة. وفي عام 2004 ترك الشرطة، وشغل منصب المدير العام لشركة دان للحافلات من عام 2004 إلى عام 2005.

## حياته السياسية
وفي عام 2006 انتخب عضوا في الكنيست على قائمة حزب إسرائيل بيتنا. وفي مارس 2007 عُيَّن وزيراً للسياحة، لكن فترة ولايته انتهت في يناير 2008 عندما انسحب الحزب من حكومة إيهود أولمرت الائتلافية. واحتفظ بمقعده في انتخابات 2009، حيث احتل المركز الرابع في قائمة الحزب. وعند تشكيل حكومة نتنياهو في 31 مارس 2009، عُيَّن وزيراً للأمن العام.
وفي 16 يونيو 2009 أثار أهارونوفيتش جدلاً بسبب تعليق أدلى به خلال لقاء مع محقق شرطة سري في محطة الحافلات المركزية في تل أبيب. وبعد أن اعتذر المحقق عن عدم ترتيبه أثناء مقابلة أهارونوفيتش، رد أهارونوفيتش بأنه بدا قذرًا مثل "عربوش" (وهي إهانة عبرية تُترجم تقريبًا إلى "عربي قذر"). وقد ندد به العديد من أعضاء الكنيست باعتباره عنصريًا بعد ذلك، واعتذر بعد ذلك.
وأشيد بأفعاله أثناء حريق غابة جبل الكرمل. وأعيد انتخابه في انتخابات 2013، واحتفظ بمنصبه وزيراً للأمن العام.
وفي يناير 2015 أعلن اعتزاله السياسة، ولن يخوض انتخابات 2015 .  وفي نوفمبر 2016 أصبح رئيسًا لشركة آي إم آي سيستمز المحدودة. 

## روابط خارجية
- يتسحاق أهارونوفيتش على الموقع الإلكتروني للكنيست